# Anotogaster gregoryi
Anotogaster gregoryi är en trollsländeart som beskrevs av Fraser 1924. Anotogaster gregoryi ingår i släktet Anotogaster och familjen kungstrollsländor. IUCN kategoriserar arten globalt som livskraftig. Inga underarter finns listade i Catalogue of Life.